# Безсонов, Георгий Дмитриевич
Юрий Дмитриевич Безсонов вариант Георгий Дмитриевич Бессонов (1891—1970) — Штабс-ротмистр лейб-гвардии Драгунского полка личной охраны его Императорского Величества и публицист. Участник мировой войны в составе Черкесского кавалерийского полка. После революции участвовал в походе генерала Корнилова на Петроград. В 1918 арестован. Прошёл тюрьмы и лагерь на Соловецких островах, откуда бежал. Эмигрировал в Париж. Писатель русского зарубежья, известный по книге «Двадцать шесть тюрем и побег с Соловков».

## Биография
Сын генерала царской армии Юрий Дмитриевич Бессонов родился в Петербурге в 1891 году. По окончании гимназии был отправлен во Францию на так называемое «стандартное» двухлетнее обучение, принятое в семье. В Париже посещал художественную студию, а вернувшись, закончил Кадетский корпус в 1908 году и Николаевское кавалерийское училище по первому разряду — в 1910-м.
Выпущен во 2-й Лейб-драгунский Псковский полк 6 августа 1910 года со старшинством предыдущего года того же дня. 23 февраля 1911 года прикомандирован к Драгунскому лейб-гвардии полку для испытания, 6 марта 1911 года переведен в полк с переименованием в корнеты гвардии, прослужил в полку три года. Ротмистр Черкесского полка, помощник коменданта Зимнего дворца.
После революции примкнул к корниловцам и участвовал в походе на Петроград.
В 1918 году был арестован. Своё первое заключение отбывал на станции Плесецкая, откуда ему удалось бежать на Северный фронт Белого движения, в войска Северной армии под командованием генерала Миллера. После поражения армии Миллера в 1920-м Бессонов пытался бежать в Финляндию, но вместе с другими белыми офицерами был схвачен и доставлен в петрозаводскую тюрьму. После амнистии — новые аресты, новые сроки и амнистии.

В Вологодскогой газете «Красный Север» сохранился приговор революционного трибунала по делу о нецелевом употреблении Безсоновым казённого спирта: 

По делу Эрнста Лакина — члена р.к.п., адъютанта того же дивизиона Георгия Дмитриевича Бессонова, комиссара Вологодского отдела северных жел-дор. Афанасия Степановича Мельникова — члена р.к.п. и гражданки Елены Константиновны Кудрявцевой, состоящей в группе сочувствующих р.к.п., по обвинению их в пьянстве и Мельникова кроме того, в фиктивном выписывании спирта — постановил признать всех виновными — Мельникова в том что, занимая ответственный пост комиссара, пользуясь своим положением фиктивно выписал, якобы для технических надобностей, полведра ректификованного спирта, заведомо зная, что этот спирт не будет использован для указанной им в требовании цели, а пойдёт на распитие и личные свои нужды и в участьи распития такового:
1) Бессонова в появлении в нетрезвом виде в эшалон, направлявшийся на фронт, при исполнении своих прямых обязанностей, каковым проступком дискредитировал рабоче-крестьянскую красную армию.
2) Лакина и Кудрявцеву в том, что являясь первый членом р.к.п., а вторая сочувствующей р.к.п. принимали участие в распитии спирта, каковым проступком нарушили партийную дисциплину, подвергнув: Мельникова отрешению от должности комиссара и отдаче на принудительные общественные работы сроком на один год, Безсонова — отрешению от должности адъютанта дивизиона, направив простым красноармейцем на фронт.
«Красный Север» 9 августа 1919 года
Впрочем, на фронт Безсонова не отправили, вместо этого направили на лагерные работы, так как красноармейцем он не был, а должность адъютанта дивизиона он, лагерник, занимал по протекции Елены Кудрявцевой, имевшей большой авторитет в большевистских кругах.
Держаться Безсонову помогает вера в Бога и четкая позиция — ни в коем случае не идти на службу к большевикам, не делать «советскую карьеру», не становиться военспецом. Он упорно придерживается этой линии, и его путь, что неудивительно, приводит в мир уголовников и блатарей. Среди этих жестоких и грубых людей он не становится своим, но, прячась в их среде, он находит «островок» свободы. Сам он, в очередной раз оказавшись на «свободе» в Петрограде, принимается за налеты на страховые кассы, грабежи, воровство на складах, а затем и вовсе ввязывается в какую-то остапбендеровскую историю, отправляясь на поиски клада, закопанного в саду дома на Каменном острове.
За сравнительно небольшой период, бывший капитан драгунского полка побывал в 25 советских тюрьмах и лагерях. И вот — последний арест, обвинение в контрреволюционной деятельности и отправка в Соловецкий лагерь.
В 1925 году бежал из Соловецкого лагеря через финскую границу вместе с четырьмя заключенными (Матвей Сазонов, ингуш Созерко Мальсагов, поляк Эдвард Мальбродский и Василий Приблудин). В 1926 из Финляндии через Норвегию и Англию перебрался во Францию. Выступал в Париже с докладами о Соловецкой каторге (1926).
Похоронен под Парижем, на русском кладбище Сент-Женевьев де Буа.

## Творчество
В Париже Бессонов опубликовал две книги:
- Двадцать шесть тюрем и побег из Соловков. — Paris: Imprimerie de Navarre, 1928.

Мемуарная книга, переведённая и на другие языки, вызвала жаркие дискуссии на Западе. Симпатизировавшие СССР Л. Фейхтвангер, Р. Роллан и А. Франс заявляли, что она — клевета на государство рабочих и крестьян. «Я этому парню верю, так не врут», — возражал Р. Киплинг. Считается, что поездка на Соловки М. Горького была организована в пропагандистских целях — дабы сгладить впечатление от выхода мемуарных книг Бессонова и его товарища по побегу Созерко Мальсагова («Адский остров», 1926). В 2019 году книга переиздана в Киеве.
- Партия сильных (Париж, 1942).

В книге, вышедшей в разгар войны, Бессонов призывает всех православных христиан к объединению: «Наш лозунг — не разъединение, но соединение. Мы широки во Христе и от сердца тянем руку нашим братьям».

## Семья
Его внучатый племянник — Борис Иванович Бессонов, писатель-любитель, автор былин и стихов.